# Алиботушка боянка
Алиботушката боянка (Erysimum slavjankae Ancev & Polatschek) е български ендемит, разпространен в Пиринска Македония. В Червената книга на България растението е вписано като застрашен вид.

## Разпространение и местообитания
Алиботушката боянка е разпространена в югоизточна България и вероятно северните части на Гърция. В България находища са установени в планините Славянка (местностите Голям Койнарник, Голям Царев връх, Гоцев връх, Шабран) и Пирин (около върховете Ореляк и Баба) при надморска височина между 1800 и 2200 m.
Растението верее на скалисти и каменисти места по открити планински склонове и билни поляни, на слабо развити хумусно-карбонатни почви, в съобщества на Обикновена хвойна (Juniperus communis subsp. alpina) и балкански зановец (Chamaecytisus absinthioides) заедно с Paronychia kapela, Iberis saxatilis, Campanula orphanidea, Centaurea pariliса и други. Популациите са разкъсани, малочислени, съставени от единични растения или групи от по няколко индивида.

## Описание на вида
Алиботушката боянка е туфесто многогодишно тревисто растение от семейство Кръстоцветни (Brassicaceae). Стъблото в основата си е разклонено, гъсто облистено, с височина от около 5 − 20 cm. Листата са линейно обратноланцетни, целокрайни, понякога слабомесести, покрити с двуделни власинки. Съцветието е гроздовидно и късо. Цветовете са сравнително едри, наситеножълти, с приятен аромат. Венчелистчетата са с лопатовидна форма. Тичинките в основата си са с нектарници. Плодът представляма шушулка с дължина 55−70 mm с дребни семена. Цъфти от юни до август, а плодовете узряват от август до октомври. Опрашва се от насекоми. Размножава се със семена.

## Неблагоприятно въздействие
Опасност за вида представляват ерозионните процеси, горски пожари и човешката дейност.